# Helena czyli Hajdamacy na Ukrainie
Helena czyli Hajdamacy na Ukrainie – dramat Jana Nepomucena Kamińskiego. Prapremiera odbyła się we Lwowie 20 grudnia 1819.

## Pierwowzór
Utwór stanowi przeróbkę sztuki Theodora Körnera pt. Hedwig, die Banditenbraut, którą Jan Nepomucen Kamiński osadził w polskich realiach. Jako tło fabuły wykorzystał historyczne wydarzenie: powstanie hajdamaków na Ukrainie..

## Tło historyczne
Akcja utworu rozgrywa się w 1770 r. (półtora roku po ataku na Humań) na tle powstania hajdamaków na Ukrainie. Jest to jeden z najwcześniejszych polskich utworów literackich poruszających tę tematykę, która zyskała na popularności dopiero w okresie romantyzmu (m.in. utwory: Zamek kaniowski i Sen Srebrny Salomei).

## Treść
Hajdamacy przygotowują atak na zamek Starosty nad Dniestrem. Tymczasem Starosta przeprowadza poważną rozmowę z łowczym Horejką: ponieważ Horejko uratował Staroście życie, może prosić o wszystko, czego tylko zapragnie. Horejko nie waha się długo - prosi natychmiast o rękę wychowanki Starosty - pięknej Heleny. Prośba nie może być jednak spełniona: Helenę z wzajemnością kocha także syn Starosty - Wacław. Sama Helena bohatersko godzi się oddać rękę Horejce w obawie przed zemstą okrutnego rozbójnika, która może uderzyć w jej bliskich, jednak Starosta stanowczo się temu sprzeciwia. Helena nie robi Horejce złudzeń - mówi mu wprost, że go nie kocha, a na ślub godzi się jedynie zmuszona okolicznościami. Po tych bolesnych słowach Horejko udaje się do lasu z zamiarem zakończenia życia. Tam zastaje go przywódca hajdamakow - Gonta i podsuwa mu pomysł, by wykorzystał atak na zamek i porwał Helenę przemocą. Gdy Horejko na czele bandy zbójców napada na zamek, Helena wykazuje się niezwykłą odwagą: z narażeniem życia ratuje życie starościnie, a następnie pozwala się pochwycić zbójcom i prowadzi ich do skarbca. Tam ich podstępnie zamyka i podpala skarbiec, a Horejkę zabija wystrzałem ze strzelby.

## Dzieje sceniczne
Sztuka odniosła wielki sukces na scenach we Lwowie, Krakowie, Wilnie i Warszawie. W XX w. nie była już wystawiana.